# Vigo di Cadore
Vigo di Cadore – miejscowość i gmina we Włoszech, w regionie Wenecja Euganejska, w prowincji Belluno.
Według danych na styczeń 2009 gminę zamieszkiwało 1565 osób przy gęstości zaludnienia 22,1 os./1 km².